# Green River (Utah)
Green River – miasto w hrabstwie Emery w stanie Utah, w USA. Miasto leży nad rzeką Green River będącej dopływem  Kolorado.
Green River leży na trasie nazywanej Old Spanish Trail, wytyczonej w 1829 roku przez handlarzy z Taos oraz Santa Fe a wiodącej ze wschodu do Kalifornii, która szybko stała się wśród pionierów i handlarzy jedną z najbardziej znanych i uczęszczanych.

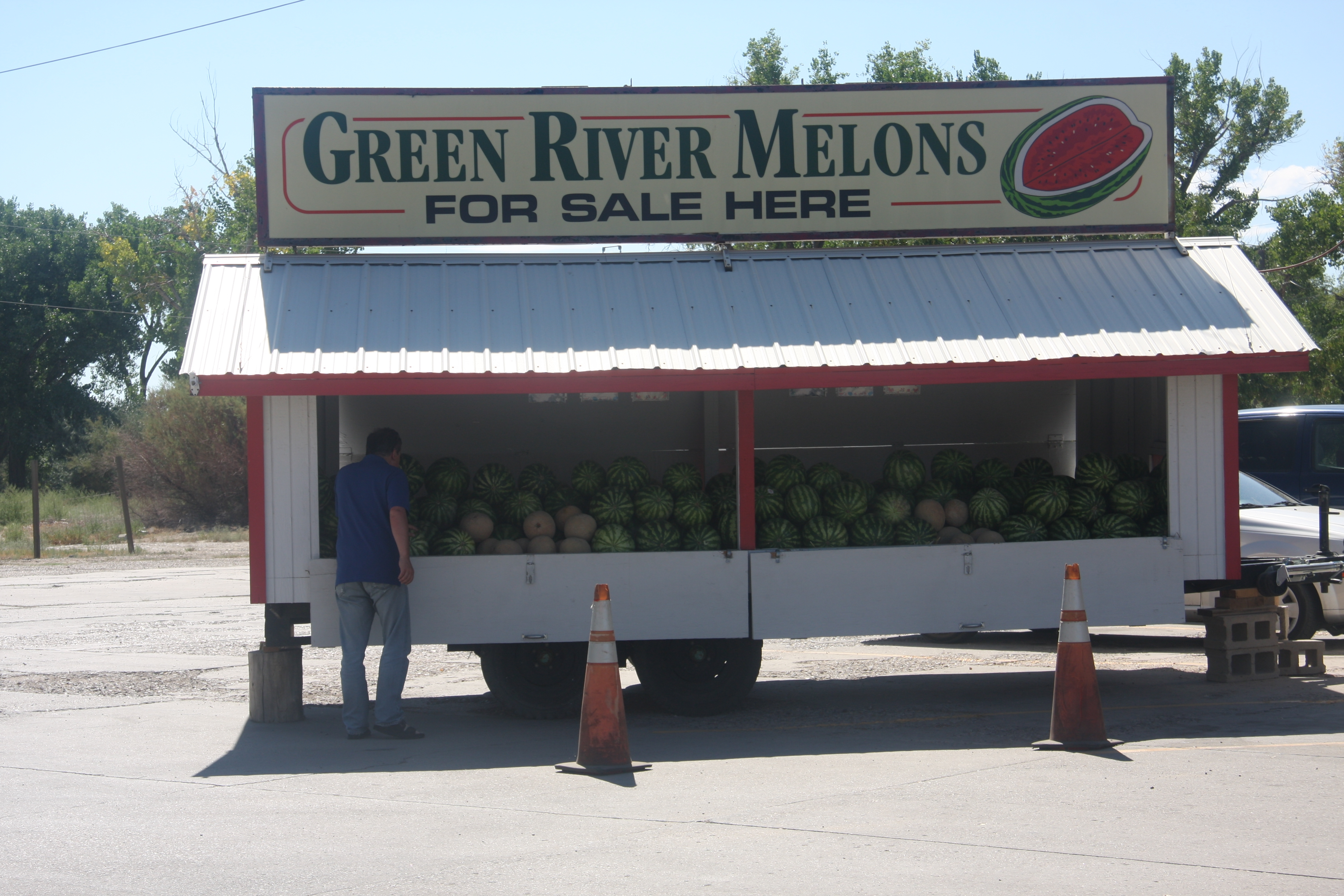
Samoobsługowy punkt sprzedaży melonów w Green River

W mieście jest muzeum poświęcone wyprawom odkrywcy południowo-wschodniego Utah Johna Wesleya Powella, który podróżował rzeką Green River w 1869 roku oraz w latach 1871-1872.
Green River wraz z otaczającymi terenami jest centrum produkcji melonów i arbuzów i z tego względu corocznie w sierpniu odbywa się festiwal melona (ang. Melon's Days), na który przyjeżdża kilka tysięcy osób.

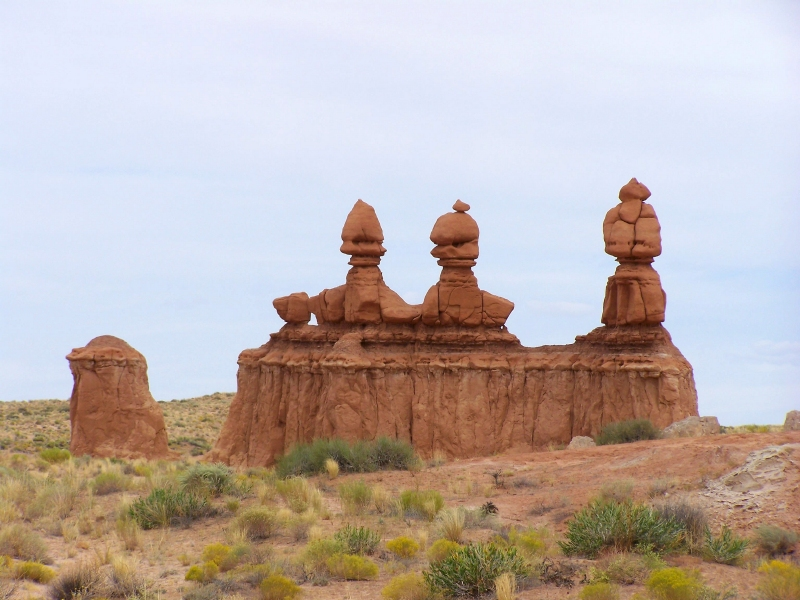
Formacje skalne w parku stanowym Goblin Valley

Miejscowość jest bazą wypadową do wielu naturalnych atrakcji turystycznych w okolicy. Kilkanaście kilometrów na południe od jest Park stanowy Goblin Valley, w którym wytyczonych jest wiele tras pieszych, rowerowych i wspinaczkowych. Około 80 km na południe znajdują się dwa bardzo popularne parki narodowe: Park Narodowy Canyonlands oraz Park Narodowy Arches. Do pierwszego z nich, składającego się z trzech części jedyna droga do najtrudniej dostępnej części Maze rozpoczyna się właśnie w okolicy Green River. Ze względu na niedostęność terenu oraz niewielką liczbę utwardzonych dróg pustyni San Rafael otaczającej Green River odległość 140 km do parku w zależności od warunków pogodowych i umiejętności kierowcy zajmuje od 3-6 godzin jazdy samochodem z napędem na cztery koła.